# Lieutenant de vaisseau Le Hénaff
Le Lieutenant de vaisseau Le Hénaff est un aviso de type A69 classe d'Estienne d'Orves de la Marine nationale. Son numéro de coque est le F789. Sa ville marraine est Quimper. 
Son nom rend hommage à Yves Le Hénaff (1914-1944), officier de marine résistant, mort en déportation.

## Missions

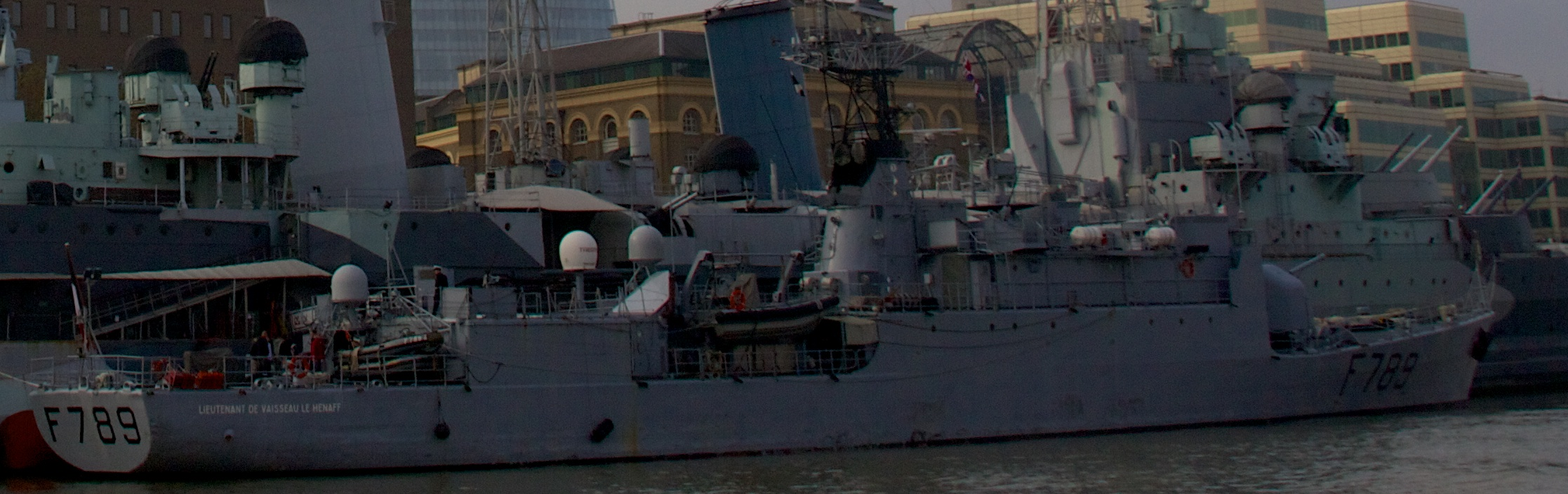
Le LV Le Hénaff devant le, à Londres, en 2011.

Les missions du bâtiment sont multiples : soutien de la Force océanique stratégique, contrôle et défense des approches maritimes (en particulier dans le domaine de la lutte anti-sous-marine par petit fond), présence maritime française dans le monde, lutte contre la piraterie et les trafics illicites, missions de service public (sauvetage de vies humaines, surveillance de la ZEE française, contrôle de la navigation commerciale). Il est régulièrement intégré dans les forces militaires de l’OTAN dans le cadre de missions ponctuelles.

## Service actif
- Il participe régulièrement à la mission Corymbe, un dispositif naval visant à assurer la présence permanente d'un bâtiment dans le Golfe de Guinée et au large des côtes d'Afrique de l'Ouest.
- En 2002, il contribue à intercepter le "winner", cargo battant pavillon Cambodgien suspecté de servir au trafic de drogue. Les commandos embarqués sur l'aviso LV le Hénaff, après un tir au but, saisissent le bâtiment. Il est ensuite convoyé à Brest ou les marins sont présentés à un juge et jugés pour trafic de drogue[1].
- En 2011, l'aviso LV Le Hénaff a participé à l'opération Harmattan. Au cours de ces 87 jours sur zone, il aura participé aux missions d'embargo, de recueil de renseignement et à la protection du port de Misratah. Au cours de la journée du 11 juin, une dizaine de roquettes seront tombés à proximité du bâtiment[2].
- En janvier 2013, lors de l'opération Serval, l'aviso LV Le Hénaff a escorté le BPC Dixmude qui transportait du matériel au Sénégal[3].
- Sa dernière mission, au profit de la Force océanique stratégique, se termine le 21 juillet 2020.
- le 31 juillet 2020, il quitte le service dans la base navale de Brest. Les opérations de préparation de son désarmement ont depuis débuté, en vue d’une future intégration dans la filière de démantèlement[4].
- Fin 2024, sous le numéro de coque Q 912, il est déplacé à Lorient afin de finir comme brise-lames devant le port de plaisance du Club nautique de la Marine nationale, en remplacement de l'ancien bâtiment océanographique D'Entrecasteaux.